# 11797 Warell
11797 Warell (1980 FV2) là một tiểu hành tinh vành đai chính được phát hiện ngày 16 tháng 3 năm 1980 bởi C.-I. Lagerkvist ở Đài thiên văn Nam Âu.